# Spencer Foo
Spencer Foo (chinesisch 福·将, Pinyin Fú Jiāng; * 19. Mai 1994 in Edmonton, Alberta) ist ein kanadischer Eishockeyspieler mit chinesischer Staatsbürgerschaft, der seit Juli 2023 erneut bei den Shanghai Dragons aus der Kontinentalen Hockey-Liga (KHL) unter Vertrag steht und dort auf der Position des rechten Flügelstürmers spielt. Zuvor absolvierte Foo unter anderem vier Partien für die Calgary Flames in der National Hockey League (NHL). Sein jüngerer Bruder Parker Foo ist ebenfalls professioneller Eishockeyspieler.

## Karriere
Foo verbrachte seine Juniorenzeit zwischen 2012 und 2014 in der unterklassigen kanadischen Juniorenliga Alberta Junior Hockey League (AJHL). Dort lief er für die Bonnyville Pontiacs auf. Im Anschluss an seine zwei AJHL-Spielzeiten wechselte der Stürmer ans Union College, wo er in den folgenden drei Jahren seinem Studium nachging. Parallel lief er in dem Zeitraum bis zum Sommer 2017 für das Eishockeyteam der Hochschule auf und erhielt zahlreiche individuelle Auszeichnungen. So stand er am Ende der Saison 2014/15 im All-Rookie Team der ECAC Hockey. Zwei Jahre später erfolgte sowohl die Ernennung ins First All-Star Team der Division als auch ins East First All-American Team der gesamten National Collegiate Athletic Association (NCAA). Zudem war er im Frühjahr 2017 einer der zehn Finalisten für die Wahl zum Gewinner des Hobey Baker Memorial Award für den besten Collegespieler des Landes.
Nach dem Abschluss seiner Studienzeit wurde der ungedraftete Offensivspieler im Juni 2017 von den Calgary Flames aus der National Hockey League (NHL) mit einem Einstiegsvertrag ausgestattet. In den folgenden beiden Spieljahren wurde Foo von den Flames bei deren Farmteam, den Stockton Heat, in der American Hockey League (AHL) an den Profibereich herangeführt. Im Verlauf der Saison 2017/18 debütierte er aber auch für Calgary in der NHL und steuerte bei seinen vier Einsätzen zwei Treffer bei. Obwohl der Angreifer in beiden Jahren annähernd jeweils 40 Scorerpunkte für Stockton in der AHL erzielt hatte und daraufhin einen neuen Vertrag angeboten bekam, lehnte er dieses nach der Saison 2018/19 ab. Der Kanadier nahm aber im Juni 2019 ein Vertragsangebot des chinesischen Klubs Kunlun Red Star, der am Spielbetrieb der Kontinentalen Hockey-Liga (KHL) teilnahm, an. Dorthin folgte ihm sein jüngerer Bruder Parker Foo ein Jahr später. Vor dem Hintergrund der COVID-19-Pandemie absolvierte Spencer Foo drei Spielzeiten für den Klub in der KHL, ehe er KRS am Ende der Saison 2021/22 verließ. Er kehrte daraufhin nach Nordamerika zurück und unterzeichnete einen einjährigen Zwei-Wege-Vertrag bei den Vegas Golden Knights aus der NHL, die ihn im Verlauf der Saison 2022/23 ausschließlich bei ihrem AHL-Kooperationspartner Henderson Silver Knights einsetzten.
Im Juli 2023 wechselte Foo erneut zum KHL-Teilnehmer Kunlun Red Star in die Volksrepublik China, wo er einen Dreijahresvertrag bis zum Sommer 2026 unterzeichnete. Im Sommer 2025 benannte sich das Team nach dem Umzug nach Shanghai in Shanghai Dragons um.

### International
Im Februar 2022 lief Foo unter dem Namen Fu Jiang für die chinesische Nationalmannschaft bei den Olympischen Winterspielen in Peking auf. Ebenso spielte der Stürmer bei der Weltmeisterschaft der Division IIA 2022, bei der die chinesische Mannschaft souverän den Aufstieg in die Division IB schaffte. Mit zehn Scorerpunkten lag er gleichauf mit den beiden Topscorern – seinem Bruder Parker Foo und dem Niederländer Nick Verschuren. Seine sieben Torvorlagen stellten allerdings den alleinigen Turnierbestwert dar, woraufhin er zum besten Stürmer des einwöchigen Turniers ernannt wurde. In der Folge stand Foo im Aufgebot bei der Weltmeisterschaft der Division IB 2023.

## Erfolge und Auszeichnungen
- 2015 ECAC All-Rookie Team
- 2017 ECAC First All-Star Team
- 2017 NCAA East First All-American Team

### International
- 2022 Aufstieg in die Division IB bei der Weltmeisterschaft der Division IIA
- 2022 Bester Vorlagengeber der Weltmeisterschaft der Division IIA
- 2022 Bester Stürmer der Weltmeisterschaft der Division IIA

## Karrierestatistik
Stand: Ende der Saison 2024/25

### International
Vertrat die Volksrepublik China bei:
- Olympischen Winterspielen 2022
- Weltmeisterschaft der Division IIA 2022
- Weltmeisterschaft der Division IB 2023

(Legende zur Spielerstatistik: Sp oder GP = absolvierte Spiele; T oder G = erzielte Tore; V oder A = erzielte Assists; Pkt oder Pts = erzielte Scorerpunkte; SM oder PIM = erhaltene Strafminuten; +/− = Plus/Minus-Bilanz; PP = erzielte Überzahltore; SH = erzielte Unterzahltore; GW = erzielte Siegtore; 1 Play-downs/Relegation; Kursiv: Statistik nicht vollständig)